# Erioptera (Mesocyphona) troglodyta
Erioptera (Mesocyphona) troglodyta is een tweevleugelige uit de familie steltmuggen (Limoniidae). De soort komt voor in het Neotropisch gebied.